# Cardig Air
Cardig Air es una aerolínea de carga en Indonesia, con base en el Aeropuerto Internacional Soekarno-Hatta, Yakarta. Opera vuelos de carga en el interior de Indonesia y Asia con vuelos regulares, de contrato y charter.
PT Cardig Air fue fundada en abril de 2004 como filial de PT Cardig International. En julio de 2008, un grupo de inversores con Boyke Soebroto, el Consejero Delegado de la compañía, al frente inyectó nuevos fondos a PT Cardig Air. PT Cardig International permanece como accionista minoritario en PT Cardig Air.
Cardig Air ha alquilado dos Boeing 737-300F de Aurora Aviation Group de Illinois. El avión ex-Delta Air Lines ha sido recientemente convertido por AEI/Commercial Jet. El avión aterrizó en el aeropuerto internacional Soekarno-Hatta el 20 de octubre de 2008. Cardig Air inició oficialmente sus operaciones aéreas en enero de 2009.
Cardig Air actualmente tiene vuelos regulares a Yakarta, Singapur, Balikpapan, y Padang. Además, Cardig Air tiene vuelos chárter a varios destinos domésticos y regionales.
Cardig Air se encuentra en la lista de compañías aéreas prohibidas en la Unión Europea.

## Flota

### Flota Actual
La flota de Cardig Air se compone de las siguientes aeronaves, con una edad media de 39,6 años (a enero de 2025):
| Boeing 737-300F | 1 | — |  |  |  |  |
| Total           | 1 | — |  |  |  |  |